# Chiesa di San Pietro dei Pisani
La chiesa dei Santi Pietro e Paolo dei Pisani, poi sotto il titolo dei Santi Euno e Giuliano, martiri cristiani di Alessandria d'Egitto, è stata una chiesa di Messina, edificata nell'XI secolo e andata distrutta a causa del terremoto del 5 febbraio 1783.

## Storia

### Origini della costruzione
La chiesa fu edificata dai pisani, alleati del Gran Conte siciliano Ruggero I durante la riconquista della Sicilia, i quali si stabilirono con un'importante comunità a Messina e fecero costruire tra il porto e il duomo, una chiesa intitolandola come loro consuetudine, a San Pietro e San Paolo.
Secondo tradizione in questo luogo furono sepolti il vescovo Eleuterio, Anzia sua madre e Corebbo, che patirono il martirio sotto l'imperatore Adriano.
La chiesa fu elevata a parrocchia nel 1267, e affidata all'arcidiacono della cattedrale.

### Epoca rinascimentale
I Camilliani giunti a Messina si insediarono nella via dell'Uccellatore in case dirimpetto a questo tempio aprendovi la loro chiesa sotto il titolo di «Regina Cœli». Il sito si rivelò ben presto inadeguato, pertanto fu assegnato loro il tempio dei Pisani.
Nel 1599 la chiesa passò ai Chierici Regolari Ministri degli Infermi di Camillo de Lellis, che la ampliarono e l'abbellirono, grazie alle donazioni della nobildonna Francesca Balsamo Aragona, principessa di Roccafiorita. Nel 1606 è documentato il rifacimento dalle fondamenta, l'ingrandimento e l'elevazione a parrocchia.
Nel 1609, Caravaggio ricevette dal ricco mercante genovese Giovanni Battista de' Lazzari la commissione per l'esecuzione di una pala dal titolo Resurrezione di Lazzaro per la cappella maggiore della chiesa. Nel 1700 la chiesa fu ulteriormente arricchita dal dipinto della Vergine e due Apostoli, opera cinquecentesca di Polidoro Caldara da Caravaggio.

### Epoca tra il XVIII e il XIX secolo
Nel 1719 la chiesa fu solennemente consacrata dall'arcivescovo Giuseppe Migliaccio.
Nel 1755 Camillo de Lellis è proclamato patrono di Messina, dedicazione del luogo di culto al fondatore dei Crociferi.
La chiesa fu rovinata dal terremoto della Calabria meridionale del 1783, ma alcune opere si salvarono, come la Resurrezione di Lazzaro del Caravaggio, oggi conservata al Museo Regionale di Messina.

### Epoca contemporanea
La costruzione fu completamente distrutta dal terremoto di Messina del 1908.
Nel 1932 fu inaugurata la nuova chiesa di San Camillo sul viale Principe Umberto.

## Opere
- XVIII secolo, Ciclo, affreschi del cappellone, dipinti opere di Giovanni Tuccari.[3]
- XVII secolo, Lazzaro quatriduano o Resurrezione di Lazzaro nella Cappella Lazzari, dipinto, opera di Caravaggio.[3][8][9][6]
- XVII secolo, Vergine raffigurata con San Giovanni Battista e altri Santi, dipinto, opera di Caravaggio.[3][8]
- XVII secolo, San Carlo Borromeo, dipinto, opera di Alonso Rodriguez.[3][8][9][6]
- XVII secolo, Madonna degli Agonizzanti, dipinto, opera di Alonso Rodriguez.[3][8][6]
- XVII secolo, San Giuseppe, dipinto, opera di Antonino Catalano il «Giovane».[3]
- XVII secolo, Sacra Famiglia, dipinto, opera di Antonino Catalano il «Giovane».[6]
- XVII secolo, Vergine raffigurata con San Pietro e San Paolo, dipinto, opera di Nunzio Russo napoletano.[3][6]
- XVI secolo, Santi Pietro e Paolo Apostoli, dipinto poi documentato nella chiesa di San Dionigi Aeropagita, opera di Polidoro da Caravaggio.[3][9]
- XVI secolo, Vergine, dipinto, opera di Antonello Riccio.[4][1][2]
- XVII secolo, Concezione, dipinto, opera di Giovanni Battista Quagliata.[9]
- XVIII secolo, San Camillo, dipinto, opera di Giuseppe Paladino.[9][6]

Gli affreschi superstiti della Cappella di San Giuseppe, opere di Giuseppe Crestadoro.

## Casa dei Crociferi

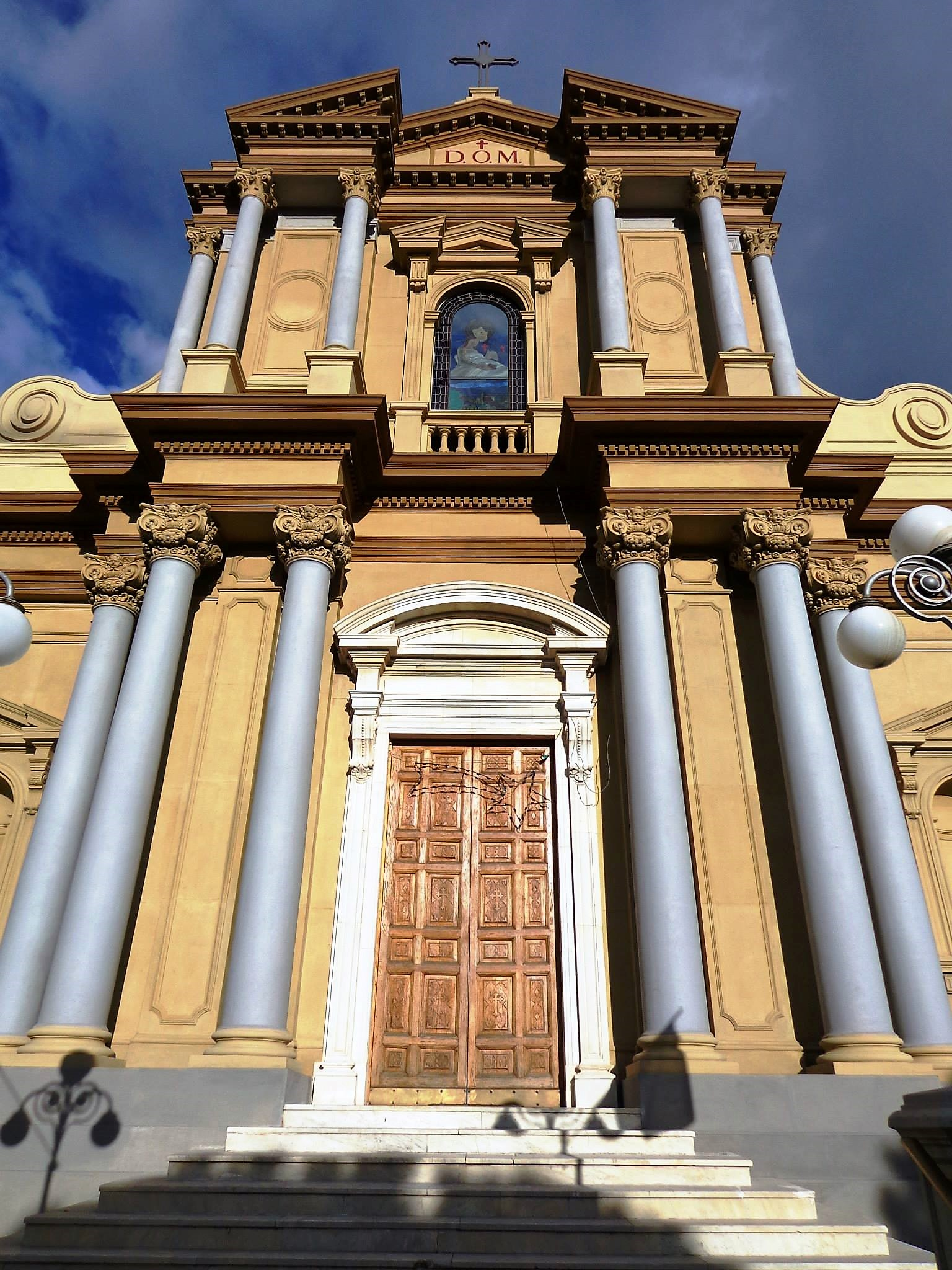
Chiesa di San Camillo.

- 1648, Casa dei Chierici regolari Ministri degli Infermi o Crociferi.[5]

### Convento e noviziato
Convento e noviziato con strutture normanne su strada della Neve.

## Chiesa di San Camillo
Ricostruzione post terremoto.

### Interno
Le paraste intarsiate e i ricchi altari provengono dalla distrutta chiesa di Sant'Anna.

#### Navata destra
- Cappella della Madonna della Salute.
- Cappella di San Camillo.

#### Navata sinistra
- Cappella di San Giuseppe.
- Cappella del Crocifisso.

#### Absidiola destra
- Cappella di Sant'Antonio di Padova.

#### Absidiola sinistra
- Cappella del Sacro Cuore di Gesù.

#### Altare maggiore
- Cappellone di San Camillo.
- Ambone, manufatto in policromo, opera proveniente dal Museo regionale di Messina.
- Fonte battesimale, manufatto in marmo policromo, opera proveniente dal Museo regionale di Messina.